# 2010 TJ
2010 TJ là một thiên thể bên ngoài Sao Hải Vương từ đĩa phân tán trong khu vực ngoài cùng nhất của hệ Mặt Trời, có đường kính khoảng 460 kilômét (290 mi). Nó được các nhà thiên văn học người Mỹ David L. Rabinowitz, Megan Schwamb và Suzanne Tourtellotte tại Đài thiên văn La Silla của ESO ở miền bắc Chile quan sát lần đầu tiên vào ngày 2 tháng 10 năm 2010 

## Quỹ đạo và phân loại
2010 TJ có lẽ là một hành tinh lùn, dựa trên phân loại của Michael E. Brown. Điển hình cho các thiên thể đĩa phân tán, nó có quỹ đạo hình elip và nghiêng: Thiên thể này quay quanh Mặt Trời ở khoảng cách 39,9-84,9 AU cứ sau 492 năm và 9 tháng một lần (179.965 ngày; bán trục chính là 62,4   AU). Quỹ đạo của nó có độ lệch tâm là 0,36 và độ nghiêng 39° so với đường hoàng đạo. Cung quan sát của thiên thể này bắt đầu bằng lần quan sát đầu tiên tại La Silla vào tháng 10 năm 2010.

## Tính chất vật lý

Minh họa từ cảm hứng nghệ sĩ.

Màu sắc và phân loại của 2010 TJ vẫn chưa được xác định.

### Chu kỳ tự quay
Tại thời điểm năm 2018, không có đường cong ánh sáng tự quay nào của 2010 TJ được lấy từ các quan sát quang trắc. Chu kỳ tự quay, hình dạng và cực của thiên thể này vẫn chưa được biết.

### Đường kính và suất phản chiếu
Theo Johnston's Archive và Michael Brown, 2010 TJ có đường kính tương ứng là 443 và 471 km, và bề mặt của nó có suất phản chiếu giả định lần lượt là 0,09 và 0,07.

## Đánh số và đặt tên
Hành tinh vi hình này vẫn chưa được đánh số hay đặt tên.